# Комесарско наређење
Комесарско наређење је писмено наређење које је издао Адолф Хитлер 6. јуна 1941, пре почетка операције Барбароса. Званични назив наређења је био Смернице за третман политичких комесара (Richtlinien für die Behandlung politischer Kommissare). Наређење је захтевало да сваки совјетски политички комесар откривен међу заробљеним војницима буде одмах стрељан као спроводилац комунистичке идеологије и линије Комунистичке партије у војсци.
По овом наређењу, сви заробљеници који буду идентификовани као „темељно бољшевизирани или активни представници бољшевичке идеологије“ треба такође да буду погубљени.

## Први нацрт
Први нацрт Комесарског наређења написао је генерал Еуген Милер 6. маја 1941. и у њему је наређивао стрељање свих комесара како би се спречио њихов долазак у логоре за ратне заробљенике у Немачкој. Немачки историчар Ханс-Адолф Јакобсен је написао: 
„У главама немачких војних команданата никад није постојала никаква сумња да наређење намерно крши међународно право; то се изводи из чињенице да је дистрибуиран неуобичајено мали број штампаних примерака Комесарског наређења.“
 Пасус у коме генерал Милер позива војне команданте да спрече „ексцесе“ је уклоњен на захтев Врховне команде Вермахта. Фелдмаршал Валтер фон Браухич је изменио наређење 24. маја 1941. додавши Милеров пасус и позвавши армију да одржи дисциплину у спровођењу овог наређења. Коначни нацрт Комесарског наређења је Врховна команда Вермахта издала 6. јуна 1941. и било је ограничено само на највише команданте, којима је наложено да своје потчињене информишу вербално.
Спровођење Комесарског наређења довело је до стрељања хиљада људи. Међутим, немачки историчар Јирген Ферстер је 1989. написао да ово једноставно није тачно јер је већина немачких војних команданата у својим мемоарима тврдило а неки немачки историчари попут Ернста Нолтеа и даље тврде да Комесарско наређење није спровођено. 23. септембра 1941. неколико командира Вермахта је тражило да Наређење буде олабављено на начин који би охрабрио припаднике Црвене армије на предају, али Хитлер је одбацио „било коју промену постојећих наређења која се тичу третмана политичких комесара“.
Када се у Црвеној армији сазнало за Комесарско наређење, дошло је до раста морала и до одлагања или забране предаје Вермахту. Овај нежељени ефекат је навођен у молбама немачких официра Хитлеру (на пример од стране Клауса фон Штауфенберга), који је коначно поништио Комесарско наређење након једне године, 6. маја 1942.